# Spolupředsednictví
Spolupředsednictví (také spoluvůdcovství, spolulídrovství, systém spolumluvčí) je termín označující model vedení organizace, kde je místo jediného vůdce více předsedů se stejnými právy a podílem na moci (nejčastěji dva). Častým případem je spolupředsednictví u zelených politických stran, kde jsou místa obsazována s cílem zajistit vyrovnané zastoupení mužů a žen. Další motivací pro uplatnění spolupředsednictví je posílení konsenzuálního rozhodování na úkor silové vlády nadpoloviční většiny (typické pro deliberativní demokracii) a rozšíření možností pro iniciativu zdola (účastnická demokracie).

## Spolupředsednictví ve světě
Spolupředsednictví se často užívá u mezinárodních organizací – např. Unii pro Středomoří zřízené v rámci barceleonského procesu předsedají dvě osoby – jedna z EU a druhá z oblasti Středomoří.
V Evropském parlamentu uplatňuje spolupředsednický model frakce Zelení-Evropská svobodná aliance. Z národních stran jsou to například němečtí Bündnis 90/Die Grünen, lucemburští Zelení, chorvatská strana Zelena lista, polská strana Zieloni 2004, Kolumbijská strana zelených nebo japonská strana Midori no Mirai. Rakouští Die Grünen – Die grüne Alternative, švédská Strana zelených, izraelské Zelené hnutí nebo estonští Zelení mají systém spolumluvčí. Maďarská strana Politika může být jiná má 12členné kolektivní vedení.
V minulosti měly spolupředsedy některé německé levicové strany – od založení do roku 1939 Sociálnědemokratická strana Německa, v letech 1946–1954 Sjednocená socialistická strana Německa, v současnosti Die Linke.
Dva generální ředitele a dva předsedy představenstva má např. evropský koncern působící v leteckém, vesmírném a zbrojním průmyslu EADS.

## Spolupředsednictví v českém prostředí
Systém dvou až tří spolumluvčích měla mezi roky 1977–1992 disidentská občanská iniciativa Charta 77. Byli vybíráni tak, aby zastupovali co možná nejširší spektrum Charty, ve které se mísily různé filozofické, politické a společenské názory.
Strana zelených je od ledna 2020 vedena spolupředsednickou dvojicí.

## Výhody a nevýhody spolupředsednictví
Výhody spolupředsednictví: 
- vznikají kolegiální vztahy méně zatížené rivalitou
- nedochází k rozpadu kolektivu na nepřátelské frakce
- vzniká konsenzuální rozhodnutí, které nevytváří atmosféru boje

Nevýhody spolupředsednictví: 
- pro ty, kteří se s tímto systémem neztotožňují, může být matoucí, kdo je oficiálním představitelem
- dosažení konsenzuální dohody většinou zabere více času
- od spolupředsedů se očekává neustálá aktivní komunikace